# ジェラニエ岬
ジェラニエ岬（ジェラニエみさき、ロシア語: Мыс Желания; Mys Zhelaniya）とは、ロシアにある岬。Желаниеはロシア語で「希望」を意味する。地理的に重要な目印である。ジェラニエ岬の近傍の地域は荒れ果てており、冬には風雪にさらされるという厳しい環境である。

## 地理
ジェラニエ岬はノヴァヤゼムリャ列島の北島であるセヴェルヌィ島の北端にある。ジェラニエ岬はバレンツ海とカラ海が北端で分離する場所である。
ジェラニエ岬は行政上はロシアのアルハンゲリスク州に属する。
|  |  |

## 歴史
ジェラニエ岬には第二次世界大戦中、ソビエト連邦の北極基地があり、基地はヴンダーラント作戦中にドイツ国防軍海軍によって砲撃された。
冷戦中、多数の核実験を行う間、ジェラニエ岬は秘密の実験基地となり、 1988年式の原子爆弾を含めた多数の核実験がノヴァヤゼムリャ列島で行われた。その機能は1994年まで気象観測所で、2005年からはここにある自動の気象観測所で果たされている。

## 文献
- F. Romanenko, O. Shilovtseva, Russian-Soviet polar stations and their role in the Arctic Seas exploration.
- History of the Northern Sea Routespringerlink.com
- Geology Sage journals